# ホンダ・シルバーウイング
シルバーウイング (SilverWing) は、本田技研工業が製造しているビッグスクーター（オートバイ）であり、シリーズ車種として排気量別に生産されている。「SilverWing」の名称は1983年に輸出向けの「GL650 SILVER WING」でも使用されている。

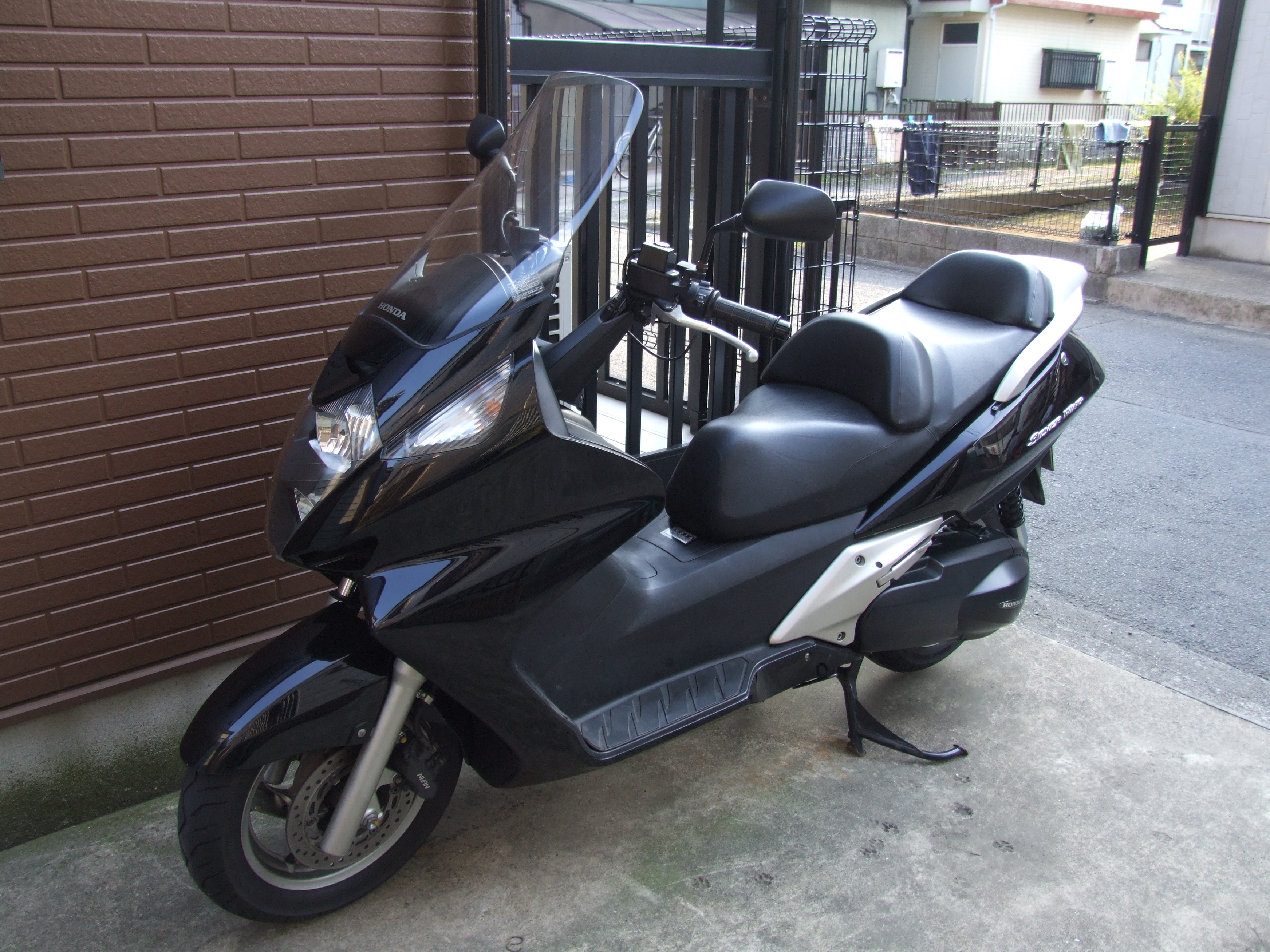
ホンダ　シルバーウイング400（初代）

## 解説
本田技研工業のスクーターの中のフラッグシップとして2001年に発売された。環境対策に伴い、燃料噴射装置搭載の4ストローク並列2気筒エンジンにはマフラーに触媒が採用され、600ccモデルが登場したその後400ccモデルも追加された。なお、400ccモデルにはTモードと呼ばれる、スイッチを押すと点火時期と燃料噴射量を変更させる機能が装備された（その後600ccにも採用）。その後ABS搭載モデルも加わり、400ccにはAT限定用の教習車も登場した。しかし2008年9月からの自動車排出ガス規制強化には対応されていなかったため一旦生産終了となったが、2009年にシルバーウイングGT<400>および<600>として再び発売された。
2016年に日本仕様全モデルの生産終了が公表された。

## モデル一覧

### 初代
SilverWing400
2001年11月に発売された。
600ccとの違い
- Tモード搭載（後に600ccにも採用）
- 400ccモデル専用色がある。

SilverWing600
2001年4月に発売された。
シルバーウイングでは最初のモデルになる。
SilverWing400(AT限定免許用教習車仕様)
2005年6月1日に創設された、普通自動二輪車AT限定免許用の教習車として登場した。
- サイドバンパー（転倒時のカウル破損を防ぐがその分全幅が広がる）
- ヘッドライトスイッチ（消灯可能、ただし非常点滅灯は使えない）
- ポジショニングランプ（日本国外仕様と同じと思われる）
- 教習車用ランプ（路上では使用不可）
- スモークスクリーン（ショートタイプ）
- 固定式タンデムステップ
- シガーソケットの廃止
- Tモードの廃止

※色は黒のみになる

### 2代目

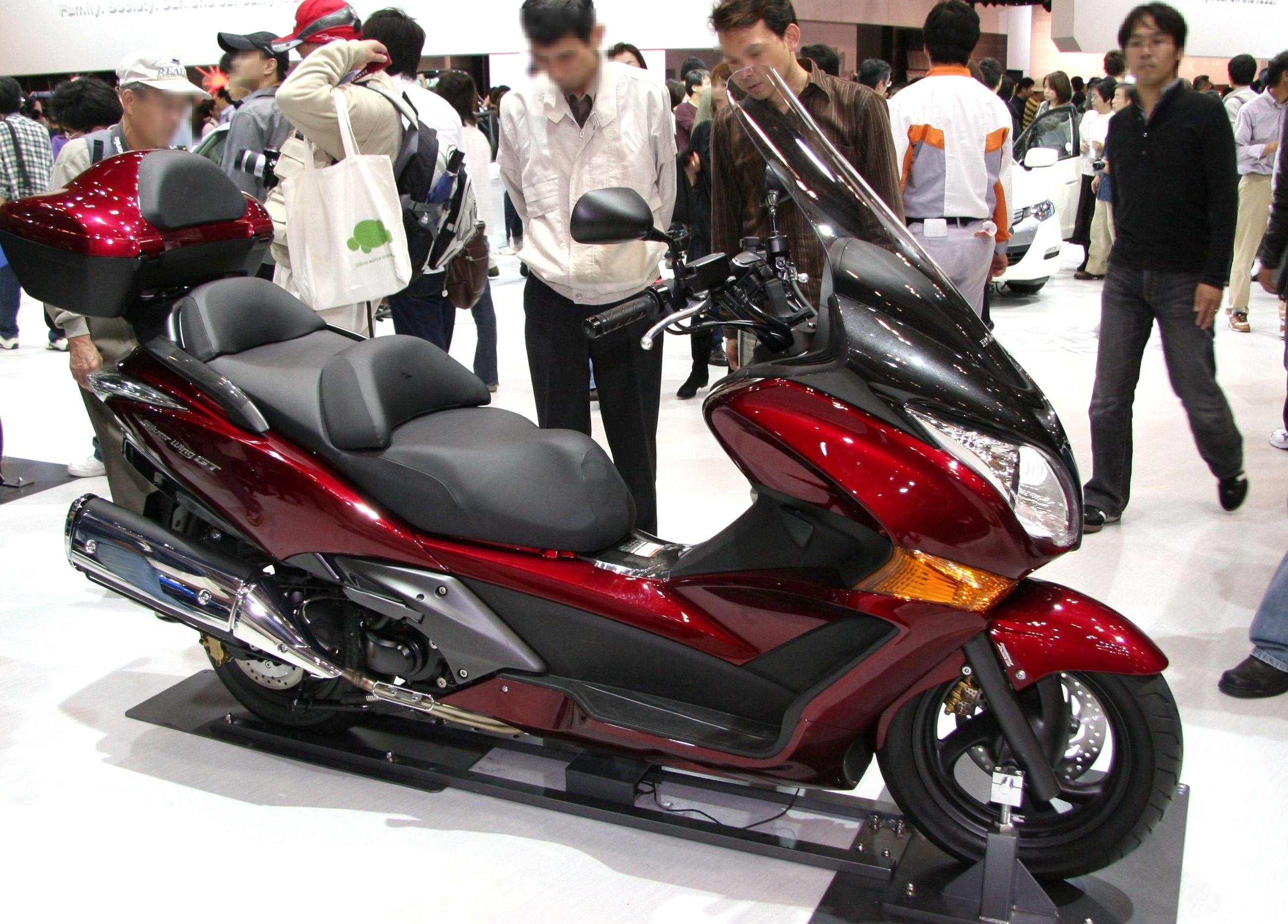
シルバーウイングGT<400>ABS

2009年3月19日にシルバーウイングGT<400>として400cc版が発売された。エンジンを自動車排出ガス規制の強化に対応させながら高回転域を重視したセッティングに変更し、デザインは旧モデルの車体を250ccクラスのフォルツァに似せたスタイルへと組み合わせたものになっている。またABSを装備した仕様となる シルバーウイングGT<400>ABS も同時発売されている。
6月3日には<400>と同じ仕様で600cc版となるシルバーウイングGT<600>およびシルバーウイングGT<600>ABSも発売された。

## リコール
- 燃料ポンプ（600ccのみ）
- リアホイール（400cc・600cc共通）
- ハンドルホルダー（400cc・600cc共通）
- センタースタンド（400cc・600cc共通）